# Rysher Entertainment
 (décembre 2023).
Rysher Entertainment, Inc. était une société et distributeur américain de production cinématographique et télévisuelle. Elle a été fondée en 1991. En 1993, Rysher a été rachetée par Cox Enterprises et fermée en 1999.

## Cinéma
- Destiny Turns on the Radio (1995)
- Trois Vœux (Three Wishes) (1995)
- Papa, j'ai une maman pour toi (It Takes Two) (1995)
- Double Mise (Hard Eight) (1996)
- Peur primale (Primal Fear) (1996)
- Strike (Kingpin) (1996)
- Los Angeles 2013 (Escape from L.A.) (1996)
- Kid... napping ! (House Arrest) (1996)
- Foxfire (1996)
- Big Night (1996)
- Deux Jours à Los Angeles (2 Days in the Valley) (1996)
- Escroc malgré lui (Dear God) (1996)
- Étoile du soir (The Evening Star) (1996)
- Turbulences à 30 000 pieds (Turbulence) (1997)
- Zeus et Roxanne (Zeus and Roxanne) (1997)
- Parties intimes (Private Parts) (1997)
- Le Saint (The Saint) (1997)
- Quand bébé s'en mêle (A Smile Like Yours) (1997)
- Le Collectionneur (Kiss the Girls) (1997)
- La Piste du tueur (Switchback) (1997)
- Sexe et autres complications (The Opposite of Sex) (1998)